# 吉田隼人 (競馬)
吉田 隼人（よしだ はやと、1983年12月20日 - ）は、日本中央競馬会 (JRA) の美浦トレーニングセンター所属の騎手。兄の吉田豊もJRA美浦所属の騎手である。

## 来歴
兄の吉田豊と違い競馬には興味がなかったが、兄から自分より体が柔らかいからと勧められ美浦の乗馬苑に通い、兄の活躍を見て騎手を志す。
競馬学校第20期生として卒業し、2004年に騎手免許を取得（同期には藤岡佑介、津村明秀、川田将雅らがいる）。美浦の堀井雅広厩舎所属でデビュー。初騎乗は同年3月6日中山競馬第1競走でトーセンルドルフに騎乗して4着（12頭立て）であった。4月24日の東京競馬第3競走でスターオブアディラに騎乗し初勝利を挙げる。
デビュー年はわずか3勝の成績に終わったが、2005年は23勝を挙げて成長の跡を見せた。また朝日杯フューチュリティステークスに出走したアポロノサトリはそれまで吉田が騎乗し2戦2勝の好相性であったが、その時点での通算勝利数は26勝であり、GI騎乗可能となる通算勝利数（31勝）を満たせていなかったため、蛯名正義に乗り替わりとなる試練もあった（結果は8着）。
翌2006年4月9日の中山競馬で中央競馬通算31勝目をあげ、晴れてGIへの騎乗が可能となった。
さらに、4月22日の福島競馬第11競走福島牝馬ステークスをロフティーエイムで優勝し重賞初制覇。兄・豊の重賞初制覇は、1996年に行われたメジロドーベルでの阪神3歳牝馬ステークスであり、この勝利で史上初の兄弟の初重賞制覇がともに牝馬限定の重賞となった。同年は60勝を挙げ、年間勝ち数で兄・豊（57勝）を上回った。
2009年11月21日の福島記念でサニーサンデーで重賞制覇したが2着に兄・豊のトウショウシロッコが入り、吉田兄弟で初の重賞ワン・ツー・フィニッシュを達成した。
2012年8月、韓国のソウル競馬場で行われた第8回韓国馬事会国際騎手招待レースに出場し、海外初騎乗（11位）。
2014年7月30日夜に札幌市内の知人宅でその知人と口論となり、負傷した。その後、知人側が刑事告訴したため、暴行容疑で北海道警察での取り調べを受けた。同年11月10日に札幌簡易裁判所で罰金刑となったことから、同月12日付で裁定委員会の議定があるまで騎乗停止となり、その後の同月26日の裁定委員会で、同年11月12日から12月11日までの1か月の騎乗停止処分を科された。
2015年12月27日の有馬記念をゴールドアクターで優勝し、デビュー12年目・39回目にして初のGI制覇を果たした。
2018年秋より、美浦所属ではあるが拠点を栗東に移し、関西圏を中心に騎乗するようになった。
2020年12月13日の阪神ジュベナイルフィリーズをソダシで優勝し、世界初の白毛馬のG1制覇を果たした。また、翌2021年4月11日の桜花賞も優勝し、白毛馬と自身共に初のクラシック制覇を果たした。
2021年5月8日、新潟競馬第7競走をアドマイヤメティスで勝利し、史上39人目となるJRA通算1000勝を達成した。
2021年6月20日、札幌競馬第10競走でラズルダズルに騎乗して、史上28人目となるJRA通算12000回騎乗を達成した。
2022年4月3日、ポタジェで大阪杯を制した。JRA・GI競走制覇は3年連続となる。
2022年5月5日、かしわ記念をショウナンナデシコで勝利。
2022年5月15日、ヴィクトリアマイルをソダシで制し、史上初の白毛馬で古馬G1制覇を達成。さらに、自身初となる年間JRA・G1複数優勝を達成した。
2023年6月4日、阪神競馬第12競走の騎乗後、調整ルーム居室の洗面台の鏡、テレビのリモコン、ゴミ箱が破損していたことを部屋の清掃に入ったスタッフが確認。同騎手に確認したところ、自身が損壊した事実を認めた。これを受けJRAは同月9日、吉田を6月24日と25日の2日間の騎乗停止処分にしたと発表した。
2024年4月20日、福島競馬第11競走・福島牝馬ステークスでライトクオンタムに騎乗していたが、第3コーナー入口で木幡初也騎乗のシンリョクカが前の馬に接触して転倒、これに巻き込まれる形で接触してライトクオンタムも転倒した。落馬した吉田隼人は福島市内の病院に搬送され、JRAからは「頭部の負傷」と発表された。その後、同月25日に兄の吉田豊が美浦トレーニングセンターで取材に応じ、弟の容体について「外傷性くも膜下出血を発症しているが生命に別条はなく、意識はあり手などは動かせる状態ではあるものの、記憶面や言語面などで後遺症が残る可能性がある」ことを公表した。
しかし、その後の療養とリハビリを経て、同年9月25日に調教に復帰し、同年10月6日の京都競馬第2競走で約5か月半ぶりに実戦に復帰した。同年10月27日の新潟競馬第12競走3歳以上1勝クラスでシャパリュに騎乗して復帰後初勝利を挙げ、12月8日のカペラステークスをガビーズシスターで勝利し、復帰後初重賞勝利となった。

## 主な騎乗馬

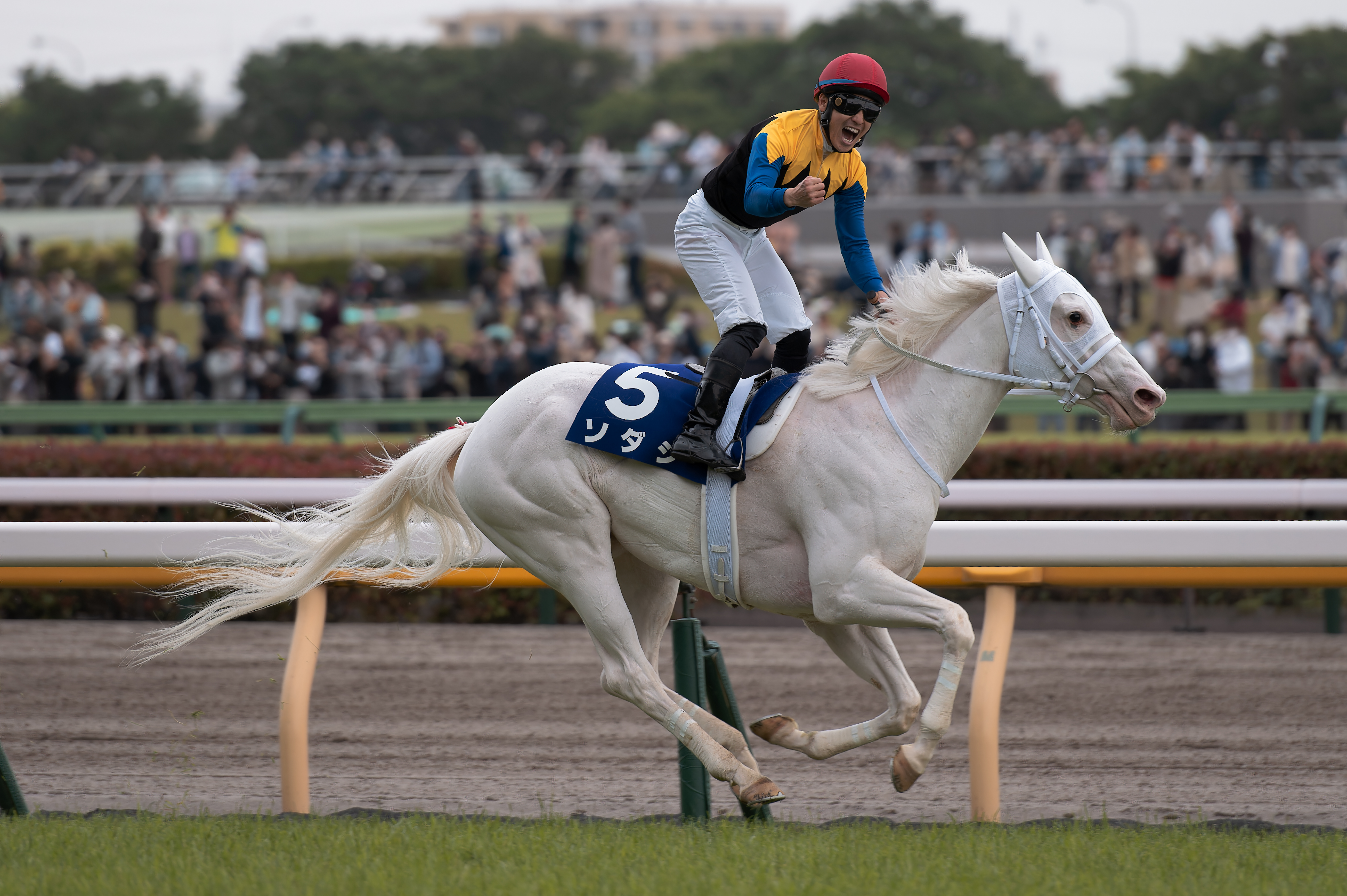
ソダシに騎乗する吉田
（2022年ヴィクトリアマイル）

- ロフティーエイム（2006年 福島牝馬ステークス[17]）
- ルルパンブルー（2007年 フェアリーステークス[18]）
- プレミアムボックス（2008年 オーシャンステークス[19]）
- マイネカンナ（2008年 福島牝馬ステークス[20]）
- ミヤビランベリ（2009年 アルゼンチン共和国杯[21]）
- サニーサンデー（2009年 福島記念[22]）
- アクティビューティ（2013年 クイーン賞[23]）
- ユールシンギング（2014年 新潟大賞典[24]）
- ゴールドアクター（2015年 アルゼンチン共和国杯[25]、有馬記念[26]、2016年 日経賞[27]、オールカマー[28]）
- スマートレイアー（2016年 東京新聞杯[29]）
- リエノテソーロ（2016年 エーデルワイス賞[30]、全日本2歳優駿[31]、2018年 スパーキングレディーカップ[32]）
- ウキヨノカゼ（2017年 福島牝馬ステークス[33]）
- ハッピーアワー（2019年 ファルコンステークス[34]）
- アドマイヤジャスタ（2020年 函館記念[35]）
- レッドアネモス （2020年 クイーンステークス[36]）
- ソダシ（2020年 札幌2歳ステークス[37]、アルテミスステークス、阪神ジュベナイルフィリーズ、2021年桜花賞、札幌記念、2022年ヴィクトリアマイル）
- フィアーノロマーノ （2020年京阪杯）
- ステラヴェローチェ（2021年神戸新聞杯）
- ショウナンナデシコ（2022年エンプレス杯、マリーンカップ、かしわ記念、スパーキングレディカップ）
- ポタジェ（2022年大阪杯）
- ファルコニア（2022年京成杯オータムハンデキャップ）[38]
- シングザットソング（2023年フィリーズレビュー）[39]
- ガビーズシスター（2024年カペラステークス）

このほか、白毛馬で初の重賞勝利馬となったユキチャンにも、デビューから4戦騎乗していた。

## 騎乗成績
|            | 日付           | 競馬場・開催  | 競走名    | 馬名               | 頭数 | 人気 | 着順 | 出典   |
| ---------- | -------------- | ------------- | --------- | ------------------ | ---- | ---- | ---- | ------ |
| 初騎乗     | 2004年3月6日   | 1回中京3日1R  | 3歳未勝利 | トーセンルドルフ   | 12頭 | 11   | 04着 | [ 40 ] |
| 初勝利     | 2004年4月24日  | 2回東京1日3R  | 3歳未勝利 | スターオブアディラ | 15頭 | 2    | 01着 | [ 41 ] |
| 重賞初騎乗 | 2004年3月13日  | 2回中山5日11R | 中山牝馬S | トーセンリリー     | 16頭 | 16   | 13着 | [ 42 ] |
| 重賞初勝利 | 2006年4月22日  | 1回福島7日11R | 福島牝馬S | ロフティーエイム   | 16頭 | 7    | 01着 | [ 17 ] |
| GI初騎乗   | 2006年10月15日 | 5回京都4日11R | 秋華賞    | コイウタ           | 18頭 | 12   | 17着 | [ 43 ] |
| GI初勝利   | 2015年12月27日 | 5回中山8日10R | 有馬記念  | ゴールドアクター   | 16頭 | 8    | 01着 | [ 26 ] |

| 年度   | 1着  | 2着  | 3着  | 騎乗数 | 勝率 | 連対率 | 複勝率 | 表彰                                 |
| ------ | ---- | ---- | ---- | ------ | ---- | ------ | ------ | ------------------------------------ |
| 2004年 | 3    | 2    | 6    | 199    | .015 | .025   | .055   |                                      |
| 2005年 | 23   | 29   | 27   | 382    | .060 | .136   | .207   |                                      |
| 2006年 | 60   | 58   | 47   | 815    | .074 | .145   | .202   | 中央競馬騎手年間ホープ賞             |
| 2007年 | 73   | 85   | 66   | 883    | .083 | .179   | .254   |                                      |
| 2008年 | 66   | 52   | 62   | 812    | .081 | .145   | .222   |                                      |
| 2009年 | 45   | 45   | 46   | 734    | .061 | .123   | .185   | フェアプレー賞（関東）               |
| 2010年 | 52   | 46   | 49   | 757    | .069 | .129   | .194   |                                      |
| 2011年 | 80   | 63   | 73   | 784    | .102 | .182   | .276   |                                      |
| 2012年 | 74   | 75   | 65   | 802    | .092 | .186   | .267   | 北海道競馬記者クラブ賞（中央・函館） |
| 2013年 | 55   | 62   | 53   | 752    | .073 | .155   | .225   |                                      |
| 2014年 | 52   | 57   | 42   | 603    | .086 | .181   | .250   |                                      |
| 2015年 | 51   | 42   | 42   | 688    | .074 | .135   | .196   |                                      |
| 2016年 | 55   | 64   | 54   | 671    | .082 | .177   | .258   | フェアプレー賞（関東）               |
| 2017年 | 81   | 47   | 55   | 720    | .112 | .178   | .254   | フェアプレー賞（関東）               |
| 2018年 | 41   | 56   | 48   | 604    | .068 | .161   | .240   |                                      |
| 2019年 | 59   | 44   | 47   | 637    | .093 | .162   | .235   |                                      |
| 2020年 | 91   | 75   | 70   | 743    | .122 | .223   | .318   | フェアプレー賞（関東）               |
| 2021年 | 87   | 97   | 79   | 817    | .106 | .225   | .322   |                                      |
| 2022年 | 83   | 60   | 57   | 699    | .119 | .205   | .286   |                                      |
| 2023年 | 41   | 53   | 41   | 535    | 077  | .176   | .252   |                                      |
| 2024年 | 17   | 14   | 11   | 231    | .074 | .134   | .182   |                                      |
| 中央   | 1189 | 1126 | 1040 | 13874  | .086 | .167   | .242   |                                      |
| 地方   | 11   | 13   | 10   | 91     | .121 | .264   | .374   |                                      |

- 出典[44]。